# 名取ちずる
名取 ちずる（なとり ちずる、1964年（昭和39年）9月14日 - 2004年（平成16年）1月6日）は、日本の漫画家。大阪府出身。

## 人物
大阪市立鶴見商業高等学校卒業。1985年、21歳の時に「ヨシムラくんはいちごパフェが大好きです。」にてデビュー（デラックスマーガレット昭和61年1月号掲載）、以後マーガレット系の別冊誌で作品を発表し続ける。ペンネームの由来はサッカー選手の名取篤とアニメ「超電磁ロボ コン・バトラーV」のヒロイン南原ちずる。
2004年1月6日、肝臓ガンのため逝去。39歳没。発表した作品の大半が読み切りの短編だった。

## コミックス
- そしてこころは春の色（1988年1月30日）
- これもひとつの青春です（1989年2月28日)
- 逢いたい、な（1989年6月28日）
- お・は・よっ！（1989年11月29日）
- うれしい今日です（1990年8月29日）
- ホントだよ。（1991年3月30日）
- ずっと 想ってる（1991年10月30日）
- 星夜の魔法（1992年4月29日）
- 明日、また逢えました。（1992年9月30日）
- 少年、純情。（1993年5月30日）
- darln'誰より愛してる（1993年11月30日）
- ポカポカのお日様（1994年7月30日）
- 僕のとなり（1994年12月21日）
- Heartの地球儀（1995年12月20日）
- 空がとっても青いから（1996年3月30日）
- うさぎ（1996年12月21日）
- 冬眠（1997年11月30日）
- 12月、彼女は思う（1999年5月30日）
- 眠る星の昨夜に（2000年5月30日）
- ぐるぐる迷路23（2004年5月30日）

## コミックス未収録作品
- オマケの時間 （別冊コーラス Winter 2001掲載、50P）
- 料理店『ねこのひたい』 （コーラス2002年6月号、7月号掲載、30P,40P）